# 方冀達
方冀達（1912年—？年），字守娣。浙江省鄞縣人。民國37年（1948年）在律師公會當選第一屆立法委員

## 生平[1]
寧屬女子師範中學參與學生運動被開除，上海持志大學法律系畢業，上海市參議會候補參議員，上海律師公會第一屆理監事會候補監事，革命實踐研究院第十五期結業。自1935年起先後在上海任律師十餘年，抗戰期間曾在上海辦理難童教養所。
民國廿四年至卅年、卅五年至卅八年在上海市執行律師職務、民國四十年至五十五年底在臺北市執行律師職務，前後共計廿五年餘，臺北市律師公會理事、監事、常務理事，立法院法規整理委員會召集委員、經費稽核委員會召集委員、司法委員會召集委員，立法委員黨部委員